# Phytomyptera longicornis
Phytomyptera longicornis là một loài ruồi trong họ Tachinidae.